# Arkadij Rajkin
Arkadij Isaakowicz Rajkin (ros. Аркадий Исаакович Райкин, ur. 24 października 1911 w Rydze, zm. 20 grudnia 1987 w Moskwie) – radziecki aktor estradowy i teatralny.

## Życiorys
Był narodowości żydowskiej. Od 1922 mieszkał z rodziną w Piotrogrodzie, gdzie skończył szkołę. Od dzieciństwa interesował się teatrem, grał w szkolnych przedstawieniach. Pracował jako laborant w zakładach chemicznych, w latach 1930–1935 studiował w Leningradzkim Instytucie Sztuk Scenicznych, po ukończeniu którego występował w Leningradzkim Teatrze Młodzieży Robotniczej, przemianowany niedługo potem na Teatr im. Leninowskiego Komsomołu. Występował także w Teatrze Estrady i Miniatur, którego był również (od 1942) kierownikiem artystycznym. Był mistrzem transformacji scenicznej, wszechstronnym wykonawcą, autorem i reżyserem składanek satyrycznych, wielokrotnie występował za granicą, m.in. w 1962 na Międzynarodowym Festiwalu Pantomimy w Berlinie Zachodnim, a w 1964 na Międzynarodowym Festiwalu w Anglii. Zagrał również w filmu filmach. W 1968 otrzymał tytuł Ludowego Artysty ZSRR. Został pochowany na Cmentarzu Nowodziewiczym.

## Odznaczenia
- Medal Sierp i Młot Bohatera Pracy Socjalistycznej (23 października 1981)
- Order Lenina
- Order Wojny Ojczyźnianej I klasy (11 marca 1985)
- Order Wojny Ojczyźnianej II klasy (1945)
- Order Czerwonego Sztandaru Pracy (19 listopada 1971)
- Order Przyjaźni Narodów

I medale.